# 방글라데시-이란 관계
방글라데시-이란 관계는 방글라데시와 이란 간의 양자 관계를 의미한다. 양국 간에 주요 협정이나 두드러진 교역이 있는 것은 아니지만, 양국 대표들은 양자 간 경제 관계 확대를 촉구해왔다. 두 나라는 이슬람 협력 기구(OIC)와 개발 8개국(D-8)의 회원국이다.

## 역사
역사적으로 많은 이란인들이 고용 기회를 찾거나 이슬람을 전파하기 위해 벵골로 이주하였다. 기록에 따르면, 바바 코트왈 이스파하니는 1204년 화레즘 제국에서 벵골로 이주한 최초의 이란인 가운데 한 명으로, 투르크-페르시아계 군사 지배자인 무함마드 바흐티야르 할지와의 인연으로 지역 정복 시기에 도착하였다.
벵골 술탄국은 이란계 이민자들의 거점이었다. 페르시아어가 공식 언어로 사용되던 벵골에는 페르시아계 학자, 법률가, 교사, 성직자들이 대거 유입되었다. 기야스 우드딘 아잠 샤 통치 시기에는 소나르가옹이 페르시아 문학의 중요한 중심지로 부상하였으며, 산문과 시 등 다양한 문학 작품이 출판되었다. 이 시기는 "벵골 페르시아 문학의 황금시대"로 묘사되며, 당시 술탄이 페르시아 시인 하피즈와 서신을 주고받았다는 사실에서도 그 위상을 엿볼 수 있다. 술탄은 하피즈에게 자신이 미완성한 가잘을 완성해 달라고 요청했고, 이에 하피즈는 술탄 궁정의 위엄과 벵골-페르시아 문학의 수준 높은 문학성을 칭송하는 답신을 보냈다.
페르시아의 황제 샤 루흐는 벵골 술탄국 잘랄 우드딘 무함마드 샤와 외교 관계를 유지하였다. 샤 루흐 황제는 자운푸르 술탄국의 술탄 이브라힘 샤르키에게 벵골 공격을 중단하라는 압박을 가함으로써 5년에 걸친 벵골 술탄국-자운푸르 술탄국 전쟁의 종식에 기여하였다. 샤 루흐는 이브라힘에게 "공격을 중단하지 않으면 그 결과를 스스로 감당해야 할 것"이라고 경고하였고, 이에 자운푸르의 지배자는 복종하여 벵골에 대한 공격을 멈추었다.

### 독립 전쟁
이란은 파키스탄의 분열이 임박하자 국가가 여러 조각으로 갈라질 것을 우려하였으며, 이는 궁극적으로 이란이 경쟁국들에 의해 포위되는 결과를 초래할 수 있다고 보았다. 1971년 12월, 미국의 리처드 닉슨 대통령은 이란에 파키스탄에 군사 물자를 지원해 줄 것을 요청하였다. 전투에서 많은 파키스탄 공군(PAF) 전투기가 격추된 이후, 살아남은 파키스탄 전투기들은 전투를 계속하기를 거부하고 이란 공군기지로 피신하였다.

## 현대 관계
1979년 이란 혁명으로 팔레비 왕조가 붕괴된 이후, 새롭게 수립된 이란 이슬람 공화국과 방글라데시 간의 관계에 새로운 국면이 열렸다. 이후 양국 관계는 점차 발전하였으며, 악바르 하셰미 라프산자니 대통령이 1995년 독립 이후 최초로 방글라데시를 방문한 이란 지도자가 되었다. 그에 이어 방글라데시의 셰이크 하시나 총리도 이란을 방문하여 모하마드 하타미 대통령과 회담을 가졌다. 2007년 방글라데시에 사이클론 시드르가 강타한 이후, 이란은 구호 물자를 지원하였다.
마무드 아마디네자드 대통령 시기에는 방글라데시 산업에 대한 이란의 투자를 통해 양국 간 유대를 심화하려는 노력이 이어졌다. 방글라데시는 이란의 핵 프로그램에 대해서도 평화적 목적이라는 입장을 지지하였다.
양국은 2006년 7월, 비관세 장벽 철폐를 포함한 선호무역협정을 체결하였으며, 이는 궁극적으로 자유 무역 협정(FTA) 체결을 목표로 하는 것이었다. 협정 체결 이전, 양국 간 연간 교역 규모는 미화 1억 달러 수준이었다.
2007년 중반, 방글라데시 정부는 전력 생산을 위한 가스 공급의 감소를 보완하기 위해 자국 내 원자력 발전소 건설에 있어 이란의 지원을 요청하였다. 방글라데시 전력, 에너지, 광물자원부 장관은 또한 방글라데시에 새로운 정유시설을 건설하는 데 있어서도 이란의 협력을 요청하였다.

## 같이 보기
- 방글라데시의 대외 관계
- 이란의 대외 관계